# Fornelos de Montes (parroquia)
Fornelos de Montes (oficialmente San Lourenzo de Fornelos de Montes) es una parroquia española del municipio de Fornelos de Montes, perteneciente a la provincia de Pontevedra, en la comunidad autónoma de Galicia.

## Historia
Hacia mediados del siglo XIX, la parroquia, por entonces perteneciente a Sotomayor, tenía contabilizada una población de 1280 habitantes. Aparece descrita en el octavo volumen del Diccionario geográfico-estadístico-histórico de España y sus posesiones de Ultramar de Pascual Madoz con las siguientes palabras:

FORNELOS DE MONTES (San Lorenzo): felig. en la prov. de Pontevedra (4 leg.), part. jud. de Redondela (3), dióc. de Tuy (7), ayunt. de Sotomayor (2): sit. en terreno montuoso y escarpado, combatido principalmente por los aires del N. y S.; el clima es templado, y las enfermedades comunes reumas, cólicos y dolores de dientes. Tiene unas 200 casas repartidas en los l. de Oitaben, San Vicente, Ventin y Vilan; hallándose arruinados los l. de Eiras y Perriña. La igl. parr. (San Lorenzo) esté servida por un cura de término, y nombramiento del marqués de Mós y D. Manuel Avalle: en el atrio de la igl. se halla el cementerio. Tambien 4 ermitas dedicadas á Sta. Lucia, San Vicente, San Miguel y San Pablo en los l. espresados. Confina el térm. N. Forzanes, Anceo y Barbude; E. Berducido y Estacas; S. Trasprelas y Sabajanes, y O. Calbos y Moscosa; estendiéndose 1 1/2 leg. de N. á S. y 3/4 de E. á O. En el barrio de Bilan hay unos llanos denominados Chans de Bilan, que quiere decir fuerza de lanza, porque alli se dieron algunas batallas en tiempos de moros; encontrándose en este punto un sepulcro perfectamente trabajado en una peña. Tambien hay una torre antiquísima y arruinada, cuyos techos, paredes, puertas y ventanas parecen de arquitectura romana; en una de dichas ventanas hay una inscripcion que dice: Casa daln y pairte facida por os reyes Gdos, era Cesaris; en otra ventana existe otro rótulo que dice; Cristus Rex venit in pace. El terreno es montuoso y de mala calidad, pero muy abundante de aguas de las cuales se forman varios arroyos, que por medio de presas y acequias dan riego á distintos pedazos de labor, é impulso á diferentes molinos harineros. El monte denominado Mayor no produce mas que arbustos, mata baja y esquilmo para abono de las tierras: tambien se hallan algunos robledales, y prados con heno y otras yerbas de pasto. Atraviesa por esta felig. el camino que desde Orense va á Vigo Puenteáreas y Pontevedra; su estado malísimo: el correo se recibe en Redondela. prod.: maiz, centeno legumbres, hortaliza y otros frutos: se cria ganado vacuno y poco lanar y cabrio: hay caza de liebres, conejos y perdices y pesca de truchas. comercio: un mercado los domingos, cuyo tráfico consiste en maiz, frutas y clavazon. pobl.: 256 vec., 1,280 alm. contr. con su ayunt. (V.)
(Madoz, 1847, p. 147)

En la actualidad, pertenece al municipio de Fornelos de Montes. En 2023, tenía empadronados 553 habitantes.